# Cand.scient.anth.
Cand.scient.anth. (latin: candidatus/candidata scientiarum anthropologicarum ) er betegnelsen for en person, der er indehaver af en kandidatgrad i antropologi.
| Skole | Spire Denne artikel om en skole, en uddannelsesinstitution eller uddannelse er en spire som bør udbygges. Du er velkommen til at hjælpe Wikipedia ved at udvide den. |